# Taoufik Ouanes
Ne doit pas être confondu avec Toufik Ouanes.
Taoufik Ouanes, né en 1948 à Monastir, est un avocat, expert en droit et relations internationales tuniso-suisse.

## Biographie
Il suit des études de droit à la faculté de droit et des sciences économiques et politiques de Tunis puis se spécialise en droit et relations internationales à l'Institut universitaire de hautes études internationales de Genève et à l'Académie de droit international de La Haye.
Il enseigne à la faculté de droit de Genève et aux étudiants d'échange du Pomona College aux États-Unis. Il enseigne également à l'Institut international de droit humanitaire de San Remo et en qualité de professeur invité à l'Institut universitaire d'études du développement et au Centre pratique pour la négociation internationale de Genève. Actuellement, il est enseignant à l'Institut supérieur pour la profession d'avocat et occasionnellement à l'Institut supérieur de la magistrature à Tunis.
Au sein des Nations unies, il occupe plusieurs fonctions à la Conférence des Nations unies sur le commerce et le développement et à l'Organisation mondiale de la propriété intellectuelle. Au Haut Commissariat des Nations unies pour les réfugiés à Genève, il est conseiller juridique principal et chef de zones géographiques ; il y accomplit plusieurs missions au Congo, en Suède, en Irak, au Yémen, etc. Au sein de la Mission des Nations unies pour l'organisation d'un référendum au Sahara occidental, il est conseiller juridique principal et chef des services généraux.
Longtemps conseiller pour le monde arabe et musulman au sein de l'Office suisse d'expansion commerciale (de) basé à Berne, il est membre de la Chambre arabo-suisse de commerce et d'industrie et administrateur-fondateur de la Chambre tuniso-suisse de commerce et d'industrie. Depuis plusieurs années, il exerce sa profession d'avocat dans le domaine du droit des affaires et de l'arbitrage international.
Il a publié un ouvrage en droit et a contribué à plusieurs ouvrages collectifs et articles scientifiques dans le domaine du droit et relations internationales.
Taoufik Ouanes est marié et père de cinq enfants.

## Publications
- Droits de l'homme et droit des réfugiés : de l'autonomie originelle vers la synthèse inéluctable des régimes juridiques, éd. Faculté de droit et des sciences politiques de Tunis, Tunis, 1996, rééd. Éditions maghrébines, Casablanca, 1999